# Союз Т-4
Союз Т-4 — радянський космічний корабель (КК) серії «Союз Т», типу Союз 7К-Т. Серійний номер 10Л. Реєстраційні номери: NSSDC ID: 1981-023A; NORAD ID: 12334.
Шістнадцятий політ до орбітальної станції Салют-6; чотирнадцяте успішне стикування.
Старт і посадка з шостим основним екіпажем (ЕО-6): Ковальонок/Савіних.
Останній основний екіпаж станції.
Ремонтні роботи на станції.

## Параметри польоту
- Маса корабля — 6850 кг
- Нахил орбіти — 51,61°
- Орбітальний період — 90,09 хвилини
- Перигей — 250 км
- Апогей — 331 км

## Екіпаж
За підсумками підготовки основний екіпаж Зудов/Андрєєв замінено дублерним Ковальонок/Савіних.
- Основний

Командир ЕО-6 Ковальонок Володимир Васильович
Бортінженер ЕО-6 Савіних Віктор Петрович
- Дублерний

Командир ЕО-6 Зудов В'ячеслав Дмитрович
Бортінженер ЕО-6 Андрєєв Борис Дмитрович
- Резервний

Командир ЕО-6 Ісаулов Юрій Федорович
Бортінженер ЕО-6 Лебедєв Валентин Віталійович

## Хронологія польоту
Скорочення в таблиці: ПСП — передній стикувальний порт; ЗСП — задній стикувальний порт 
Позначення на схемах: S6 — орбітальна станція «Салют-6»; F — корабель типу «Союз»; T — корабель типу «Союз Т»; P — корабель типу «Прогрес»
| Дата       | Час (UTC) | Подія | Схема                    |
| ---------- | --------- | --- | ------------------------ |
| 1981 рік   |           | |                          |
| 12 березня | 19:00:11  | З космодрому Байконур ракетою-носієм Союз-У (11А511У) запущено КК Союз-Т4 з ЕО-6: Ковальонок/Савіних.                                                   | Салют-6+Прогрес-12       |
| 13 березня | 20:33:40  | Стикування КК Союз-Т4 з ЕО-6 до ПСП комплексу Салют-6 — Прогрес-12. Екіпаж станції після стикування: Ковальонок/Савіних.                                | Союз Т-4+Салют-6+Прог-12 |
| 19 березня | 18:14     | Відстикування КК Прогрес-12 від ЗСП комплексу Салют-6 — Союз-Т4.                                                                                        | Союз Т-4+Салют-6         |
| 20 березня | 16:59     | Гальмівний імпульс КК Прогрес-12. | Союз Т-4+Салют-6         |
| 20 березня | 17:45?    | Схід з орбіти КК Прогрес-12. | Союз Т-4+Салют-6         |
| 22 березня | 14:58:55  | З космодрому Байконур ракетою-носієм Союз-У (11А511У) запущено КК Союз-39 з ЕП-9: Джанібеков/Гурраґча.                                                  | Союз Т-4+Салют-6         |
| 23 березня | 16:28     | Стикування КК Союз-39 з ЕП-9 до ЗСП комплексу Салют-6 — Союз-Т4. Екіпаж станції після стикування: Ковальонок/Савіних/Джанібеков/Гурраґча (ЕО-6 і ЕП-9). | Союз Т-4+Сал-6+Союз-39   |
| 30 березня | 08:15     | Відстикування КК Союз-39 з ЕП-9 (Джанібеков/Гурраґча) від ЗСП комплексу Салют-6 — Союз-Т4 Екіпаж станції після відстикування: Ковальонок/Савіних.       | Союз Т-4+Салют-6         |
| 30 березня | 10:55?    | Гальмівний імпульс КК Союз-39. | Союз Т-4+Салют-6         |
| 30 березня | 11:40:58  | Посадка КК Союз-39. | Союз Т-4+Салют-6         |
| 12 квітня  | 12:00:03  | З космодрому на мисі Канаверал запущено шатл Колумбія місії STS-1 з екіпажем Янг/Кріппен.                                                               | Союз Т-4+Салют-6         |
| 14 квітня  | 17:21:30  | Гальмівний імпульс місії STS-1. | Союз Т-4+Салют-6         |
| 14 квітня  | 18:21:57  | Посадка місії STS-1. | Союз Т-4+Салют-6         |
| 25 квітня  | 02:01:00  | З космодрому Байконур ракетою-носієм Протон-К (8К82К) запущено ТКС (транспортний корабель постачання) Космос-1267.                                      | Союз Т-4+Салют-6         |
| 14 травня  | 17:16:38  | З космодрому Байконур ракетою-носієм Союз-У (11А511У) запущено КК Союз-40 з ЕП-10: Попов/Прунаріу.                                                      | Союз Т-4+Салют-6         |
| 15 травня  | 18:50     | Стикування КК Союз-40 з ЕП-10 до ЗСП комплексу Салют-6 — Союз-Т4. Екіпаж станції після стикування: Ковальонок/Савіних/Попов/Прунаріу.                   | Союз Т-4+Сал-6+Союз-40   |
| 22 травня  | 10:37     | Відстикування КК Союз-40 з ЕП-10 (Попов/Прунаріу) від ЗСП комплексу Салют-6 — Союз-Т4. Екіпаж станції після відстикування: Ковальонок/Савіних.          | Союз Т-4+Салют-6         |
| 22 травня  | 13:10?    | Гальмівний імпульс КК Союз-40. | Союз Т-4+Салют-6         |
| 22 травня  | 13:58:30  | Посадка КК Союз-40. | Союз Т-4+Салют-6         |
| 24 травня  | ?         | Відокремлення і посадка спускового апарата ТКС Космос-1267.                                                                                             | Союз Т-4+Салют-6         |
| 26 травня  | 09:20     | Відстикування КК "Союз-Т4 з ЕО-6 (Ковальонок/Савіних) від ПСП станції Салют-6. Станція знелюдніла.                                                      | Салют-6                  |
| 26 травня  | 11:50?    | Гальмівний імпульс КК Союз-Т4. | Салют-6                  |
| 26 травня  | 12:37:34  | Посадка КК Союз-Т4. | Салют-6                  |